# Il pranzo è servito
Il pranzo è servito è stato un quiz televisivo italiano a premi, ideato da Corrado e Stefano Jurgens, andato in onda su Canale 5 dal 13 settembre 1982 al 12 settembre 1992, su Rete 4 dal 14 settembre 1992 al 26 giugno 1993 e su Rai 1 dal 28 giugno al 10 settembre 2021. Il programma è stato condotto prima da Corrado dal 1982 al 1990, successivamente da Claudio Lippi dal 1990 al 1992, da Davide Mengacci dal 1992 al 1993 e da Flavio Insinna nel 2021.

## Il programma
Il programma venne ideato da Corrado e dal suo staff di autori (il fratello Riccardo Mantoni, con il quale condivide lo pseudonimo Corìma, Stefano Jurgens, Stefano Santucci e Jacopo Rizza, giudice di gara dal 1986 al 1990). La conduzione del programma venne affidata per otto stagioni, dal 1982 al 1990, allo stesso Corrado, successivamente sostituito da Claudio Lippi, che però dovette abbandonare il programma dopo breve tempo per problemi di salute, e poi a Davide Mengacci.
Il programma è un gioco a quiz a cui prendono parte due concorrenti che si misurano in varie prove, tra cui domande classiche dette "domande da fermo", alcune prove pratiche e tre domande finali. Scopo ultimo del gioco è quello di completare un tabellone raffigurante le cinque portate tradizionali del pranzo: primo, secondo, formaggio, dolce e frutta. Ogni risposta esatta o prova superata consentiva ai concorrenti di girare una ruota che girando permetteva - attraverso un apposito foro - di vedere le portate da conquistare apparirvi dentro; alle cinque portate si aggiungevano il Jolly che permetteva di guadagnare una portata a scelta, e la "Dieta", che invece non faceva guadagnare nulla ai concorrenti.
A partire dal 14 settembre 1992, il programma cambiò la fascia oraria e cambiò il nome in La cena è servita e cambiò pure la rete, da Canale 5 a Rete 4, la scenografia e alcune norme del regolamento, sempre condotto da Mengacci. Dal 1º marzo 1993, in seguito ai bassi ascolti, venne deciso il ritorno al vecchio formato, con alcune modifiche all'orario e alla scaletta; tuttavia questo non migliorò le cose e il programma venne chiuso definitivamente il 26 giugno 1993.
Nel 2021 il programma torna in onda su Rai 1 durante il periodo estivo con la conduzione di Flavio Insinna.

## Storia del programma

### Conduzione di Corrado (1982-1990)
Il pranzo è servito nacque dalla collaborazione tra Corrado e Silvio Berlusconi, proprietario della rete televisiva Canale 5. Nelle intenzioni di Berlusconi, il programma avrebbe dovuto essere lanciato nella fascia oraria del mezzogiorno, fino ad allora non ancora utilizzata dalla Rai e poco considerata dalle prime televisioni private. Corrado e i suoi autori svilupparono una trasmissione in grado di giocare sulle abitudini alimentari degli italiani.
Nell'aprile del 1982 venne registrata la puntata pilota nello studio Cinepalace a Roma, alla presenza dello stesso Berlusconi. La scenografia era molto semplice: una tovaglia imbandita a quadri bianchi e blu, una grande ruota a forma di piatto con tanto di posate ai due lati e con un foro in alto al centro, dal quale sarebbero comparse le portate conquistate dai concorrenti. Le postazioni dei concorrenti erano formate da una pila di dieci piatti su cui erano posizionati due display che sarebbero serviti da supporto per alcune domande.
La trasmissione di prova venne giudicata positivamente e iniziarono le registrazioni delle puntate ufficiali, che andarono in onda a partire dal 13 settembre 1982 su Canale 5 dalle ore 13:00 alle ore 13:30. Conduceva Corrado, coadiuvato dalla valletta Linda Lorenzi.
Il programma riscosse un buon successo, tanto da convincere Corrado ad abbandonare definitivamente la Rai per passare alla Fininvest.
Nel marzo del 1983 le registrazioni cominciarono a essere fatte nel Teatro 2 della Dear, sempre a Roma.
La seconda stagione (26 settembre 1983-30 giugno 1984) registrò due novità di rilievo: la prima fu l'anticipazione dell'inizio del programma (dalle 13:00 si spostò alle 12:40) e il conseguente allungamento della programmazione da 30 a 50 minuti; la seconda fu il raggiungimento della puntata n. 500, andata in onda il 26 giugno 1984 con due concorrenti speciali: Lino Banfi e Raimondo Vianello. Le vincite dei due "concorrenti", ammontanti a circa 3 000 000 di lire, vennero devolute in beneficenza.
La terza stagione (17 settembre 1984-29 giugno 1985), vide il trasferimento del programma allo Studio 2 del Centro Safa Palatino a Roma.
Negli anni '80 il quiz ebbe vari programmi rivali; sulla controprogrammazione di Rai 1 a Il pranzo è servito di Corrado c'è da specificare che, nell'autunno 1982, la prima rete Rai non controprogrammava nulla al quiz di Canale 5 in quanto il servizio pubblico all'epoca non aveva ancora coperto quella fascia oraria; a partire dall'autunno del 1983 anche Rai 1 iniziò a coprire la fascia del mezzogiorno con Pronto Raffaella? condotto dall'ex partner di Corrado in Canzonissima e Fantastico, Raffaella Carrà e con l'attualità politica del TG2 delle ore 13; dall'autunno 1985 andò in onda, per altre due stagioni, Pronto, chi gioca? condotto da Enrica Bonaccorti; dall'autunno 1987 iniziò invece Pronto, è la Rai?, con Giancarlo Magalli e Simona Marchini e, dall'autunno 1988, fu invece la volta di Via Teulada 66, condotto da Loretta Goggi e anche del TG2 oretredici condotto da Maurizio Vallone.

L'ideatore e conduttore Corrado, il maggiordomo Vittorio Marsiglia e la valletta Cinzia Petrini, il cast del programma nella seconda metà degli anni '80.

La trasmissione di Corrado guadagnò molti telespettatori a partire dall'autunno 1987 in seguito dell'abbandono, da parte di Raffaella Carrà ed Enrica Bonaccorti, della fortunata trasmissione del mezzogiorno di Rai 1 intitolata prima Pronto Raffaella? ed in seguito Pronto, chi gioca?, che registrava ben 14 milioni di telespettatori al giorno; con il testimone lasciato nell'autunno 1987 a Giancarlo Magalli con Pronto, è la Rai? il mezzogiorno di Rai 1, pur mantenendo una buona audience, non riuscì più a registrare lo stesso livello di ascolti che aveva con Pronto Raffaella? e Pronto, chi gioca?: la stessa cosa successe anche per il successivo Via Teulada 66 della stagione 1988-1989. Pertanto il quiz di Canale 5 divenne dalla stagione 1987-1988 il programma leader della fascia oraria del mezzogiorno.
Nel 1985 Il pranzo è servito conquistò il Telegatto per la categoria Quiz, battendo anche il "Re del Quiz" Mike Bongiorno. Il premio venne ritirato dal regista Lino Procacci perché Corrado era ancora convalescente da un intervento alle corde vocali.
Durante la quarta stagione (23 settembre 1985-28 giugno 1986), ci fu un nuovo trasferimento (dallo Studio 2 del Centro Safa Palatino allo studio Clodio di Via Riboty 18, quest'ultimo diventato poi un supermercato Sma) e venne apportata la prima modifica al regolamento con riferimento alle domande finali.
Sostanziali modifiche avvennero nella quinta stagione (29 settembre 1986-27 giugno 1987): venne completamente rivista la scenografia e la sigla del programma, e vennero ampliate le zone per il pubblico. Venne modificato anche il cast: Corrado venne affiancato da Cinzia Petrini (che sostituì la Lorenzi come valletta) e da Vittorio Marsiglia nella parte del maggiordomo. In regia Procacci venne sostituito da Luigi Ciorciolini.
In questa edizione Il pranzo è servito celebrò la puntata n. 1000 e fu il primo quiz italiano a raggiungere questo traguardo. Per festeggiare furono ospiti in studio Lino Procacci e Linda Lorenzi (fino alla stagione precedente rispettivamente regista e valletta del programma), mentre i concorrenti vennero estratti a sorte fra il pubblico e sostituiti ad ogni manche. Il ricavato di quella puntata, 8 000 000 di lire, venne interamente devoluto in beneficenza.
L'inizio della sesta stagione (28 settembre 1987-25 giugno 1988) fu segnato da un altro avvicendamento in regia: Ciorciolini venne sostituito da Stefano Vicario, regista anche de La corrida, altro programma ideato e condotto dallo stesso Corrado. Il successo del programma aumentò, tanto che nacquero i primi concorsi ad esso legati.
Nella stagione 1988-1989 ci fu un nuovo spostamento di studio, dallo Studio Clodio allo studio 1 del Centro Safa Palatino a Roma.
Per l'ottava stagione (25 settembre 1989-30 giugno 1990), vennero apportate nuove modifiche alla scenografia e al regolamento delle domande finali; questa stagione però segnò anche l'abbandono della conduzione (dopo ben 1.932 puntate) da parte di Corrado, in seguito ad un delicato intervento ai polmoni subito all'inizio del 1990, che lo costrinse ad abbandonare temporaneamente il video.

### Conduzione di Claudio Lippi (1990-1992)

Claudio Lippi nell'edizione del 1992

Il 1º ottobre 1990 iniziò la nona stagione de Il pranzo è servito con un passaggio di consegne fra il vecchio conduttore Corrado (che restò però fra gli autori) e il nuovo conduttore Claudio Lippi, proveniente dall'esperienza di Giochi senza frontiere. Cambiarono pure il regista (Elisabetta Nobiloni Laloni in sostituzione di Vicario), lo studio (dallo Studio 1 allo Studio 2, sempre al Centro Safa Palatino a Roma) e l'orario (anticipato alle ore 12:00). Inoltre, venne dato un valore alle "portate doppie".
Nonostante il cambio di conduzione, la trasmissione mantenne buoni indici di ascolto e guadagnò la terza nomination al Telegatto nel 1991, che però andò a Telemike di Mike Bongiorno.
Questa stagione si rivelò però alquanto sfortunata per Claudio Lippi, che dapprima si ammalò (nel dicembre 1990) e poi si fratturò un braccio (nel marzo 1991). Dal 3 al 29 dicembre, Lippi venne sostituito proprio da Corrado, che tornò così a condurre il programma e che festeggiò, nella data del 18 dicembre 1990, la puntata n. 2000. Come da consuetudine, alla puntata speciale parteciparono due VIP (Gianfranco D'Angelo e Giancarlo Magalli) nelle vesti di concorrenti. Lippi tornò alla conduzione il 31 dicembre 1990.
A gennaio 1991 due novità: il 16 gennaio l'orario venne anticipato alle ore 11:45, e dal 21 gennaio Cinzia Petrini dovette abbandonare il programma perché incinta, sostituita fino al 29 giugno da Cristina Fantini.
La decima stagione (9 settembre 1991-12 settembre 1992) segnò una profonda rivoluzione nel programma: la scenografia venne totalmente ripensata, così come le postazioni di gioco dei concorrenti (le pile di piatti lasciarono il posto a dei cappelli da cuoco e le caselle delle portate da girevoli diventarono luminose) e si cambiò ancora una volta studio (dallo Studio 2 del Centro Safa Palatino allo Studio Clodio a Roma). I tre autori del programma (Stefano Santucci, già collaboratore delle edizioni di Corrado, Vittorio Vighi e Antonio Miglietta) entrarono "ufficialmente" in studio nelle vesti di giudici di gara, mentre vennero aumentate le prove pratiche a discapito delle domande da fermo, e venne infine introdotta una nuova valletta: Luana Ravegnini (qui curiosamente chiamata Isabella, suo secondo nome, perché secondo Corrado il nome "Luana" era poco consono alla trasmissione).
Dal 13 gennaio 1992 il programma si allungò di altri 15 minuti passando da 45 a 60 minuti, per fare da traino al neonato TG5. Gli ascolti si confermarono ottimi e ciò portò all'inaspettata decisione da parte del direttore di Canale 5 Giorgio Gori di prolungare la programmazione de Il pranzo è servito (oltre a quella de La ruota della fortuna e di Ok, il prezzo è giusto!) anche per l'estate.

### Conduzione di Davide Mengacci (1992-1993)

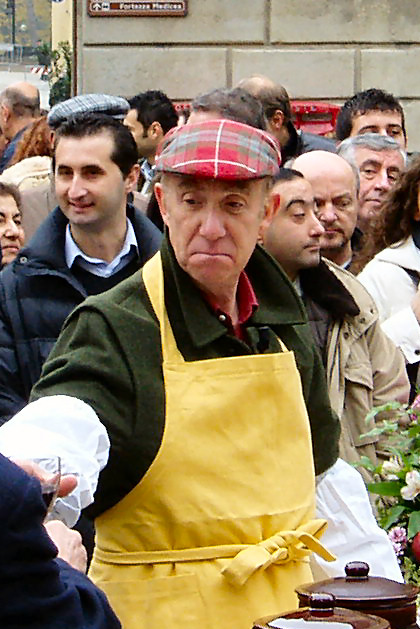
Davide Mengacci

L'improvvisa decisione di prolungare la trasmissione comportò due sostanziali modifiche nel cast, riguardanti dapprima il maggiordomo e successivamente il presentatore. Gianfranco Phino sostituì infatti (per il solo periodo estivo) Vittorio Marsiglia, preso in contropiede dalla decisione della rete, ma durante le registrazioni Claudio Lippi annunciò di non poter continuare la conduzione del programma perché le sue condizioni di salute erano peggiorate notevolmente (una volta addirittura svenne durante la registrazione di una puntata). Il 17 agosto 1992 Lippi viene dunque sostituito da Davide Mengacci, ma con una decisione improvvisa, la direzione di Canale 5 decise di chiudere il programma. Così Mengacci accompagnò Il pranzo è servito alla chiusura, che avvenne il 12 settembre 1992, esattamente il giorno prima del raggiungimento dei 10 anni di messa in onda.
Dopo la chiusura di un ciclo durato ben 10 anni e 2481 puntate su Canale 5, il programma approdò su Rete 4 nella fascia preserale con il nuovo titolo La cena è servita, non ottenendo però il successo sperato. Su richiesta dello stesso Corrado (che continuava a figurare fra gli autori), il 1º marzo 1993 si ritornò per l'ultima volta a Il pranzo è servito e al suo vecchio regolamento. Vennero apportate poche modifiche scenografiche per recuperare la vecchia versione, così come alle portate (il consommé venne rimpiazzato dai ravioli) e alla ruota. Il programma si divideva in due parti: la prima, con le 6 prove iniziali, andava in onda dalle ore 12:40 alle ore 13:30; la seconda, con le domande finali, alle ore 14:00 dopo il TG4. Gli ascolti però continuarono a diminuire; si fece un altro tentativo, anticipando la messa in onda dalle ore 11:35, ma il 26 giugno 1993 venne sancita la chiusura definitiva del programma.

### Conduzione di Flavio Insinna (2021)

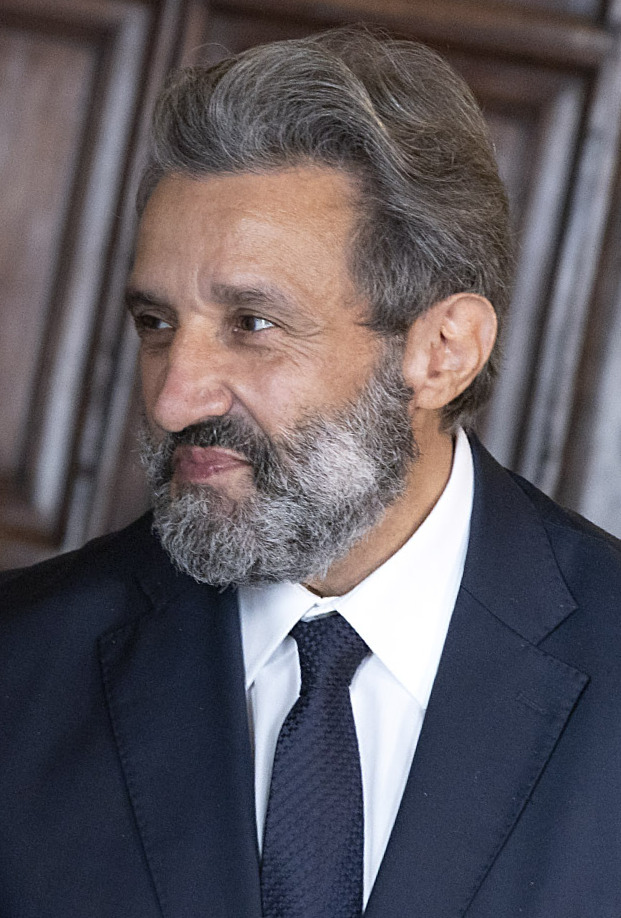
Flavio Insinna

Il 28 giugno 2021 il programma è tornato in onda con la dodicesima edizione durante l'estate su Rai 1 dal lunedì al venerdì dalle 14:00 alle 14:50 in sostituzione, per il periodo estivo, di Oggi è un altro giorno (ad eccezione delle puntate del 23 e 28 luglio 2021 andate in onda dalle 11:25 alle 12:25), con la conduzione di Flavio Insinna dal Teatro delle Vittorie a Roma.
In quest'edizione, si torna al formato classico dove la ruota è divisa in 12 spicchi con ogni portata raffigurata due volte, più un jolly e una dieta. Il sottofondo dell'anteprima e la sigla finale della trasmissione è il jingle della ruota de La cena è servita.
La struttura del gioco prevede una parte iniziale composta dallo svolgimento di una serie di 5/7 giochi di vario tipo (musicali, di cultura generale, di memoria fotografica, etc.) e domande rivolte a entrambi i concorrenti, una prova pratica e una fase finale con tre domande rivolte singolarmente a ciascun concorrente.
Inoltre, in uno o più momenti della puntata vi è "Il pranzo al telefono", in cui il pubblico da casa tramite prenotazione può partecipare al gioco telefonico, rispondendo ad una domanda di cultura generale. Il montepremi previsto è di 100 euro in buoni spesa Eurospin (sponsor del programma che compare anche nella ruota come Jolly) che si accumulano di puntata in puntata qualora nessun concorrente riuscisse ad indovinare. Un altro gioco riservato ai telespettatori consisteva nel fare ascoltare l'audio di frasi pronunciate da noti artisti di cinema e TV, cui il concorrente doveva attribuire l'esatto nome. Questa edizione si è conclusa il 10 settembre 2021 ma, nonostante il discreto successo, non venne riconfermato nella successiva stagione estiva venendo sostituito dalle repliche di Don Matteo.

## Edizioni
| Edizione | Anno      | Conduzione      | Periodo           | Periodo           | Puntate | Cast                     | Cast                           | Rete televisiva | Regia                      | Studio                                                                          |
| Edizione | Anno      | Conduzione      | Inizio            | Fine              | Puntate | Valletta                 | Maggiordomo                    | Rete televisiva | Regia                      | Studio                                                                          |
| -------- | --------- | --------------- | ----------------- | ----------------- | ------- | ------------------------ | ------------------------------ | --------------- | -------------------------- | ------------------------------------------------------------------------------- |
| 1ª       | 1982-1983 | Corrado         | 13 settembre 1982 | 25 giugno 1983    | 2480    | Linda Lorenzi            | Non presente                   | Canale 5        | Lino Procacci              | Studio Cinepalace, Roma                                                         |
| 1ª       | 1982-1983 | Corrado         | 13 settembre 1982 | 25 giugno 1983    | 2480    | Linda Lorenzi            | Non presente                   | Canale 5        | Lino Procacci              | Teatro 2 della Dear, Roma                                                       |
| 2ª       | 1983-1984 | Corrado         | 26 settembre 1983 | 30 giugno 1984    | 2480    | Linda Lorenzi            | Non presente                   | Canale 5        | Lino Procacci              |                                                                                 |
| 3ª       | 1984-1985 | Corrado         | 17 settembre 1984 | 29 giugno 1985    | 2480    | Linda Lorenzi            | Non presente                   | Canale 5        | Lino Procacci              | Studio 2 del Centro Safa Palatino, Roma                                         |
| 4ª       | 1985-1986 | Corrado         | 23 settembre 1985 | 28 giugno 1986    | 2480    | Linda Lorenzi            | Non presente                   | Canale 5        | Lino Procacci              | Studio C.C.C. (Clodio Compagnia Cinematografica) di Via Augusto Riboty 18, Roma |
| 5ª       | 1986-1987 | Corrado         | 29 settembre 1986 | 27 giugno 1987    | 2480    | Cinzia Petrini           | Vittorio Marsiglia             | Canale 5        | Luigi Ciorciolini          | Studio C.C.C. (Clodio Compagnia Cinematografica) di Via Augusto Riboty 18, Roma |
| 6ª       | 1987-1988 | Corrado         | 28 settembre 1987 | 25 giugno 1988    | 2480    | Cinzia Petrini           | Vittorio Marsiglia             | Canale 5        | Stefano Vicario            | Studio C.C.C. (Clodio Compagnia Cinematografica) di Via Augusto Riboty 18, Roma |
| 7ª       | 1988-1989 | Corrado         | 26 settembre 1988 | 24 giugno 1989    | 2480    | Cinzia Petrini           | Vittorio Marsiglia             | Canale 5        | Stefano Vicario            | Studio 1 del Centro Safa Palatino, Roma                                         |
| 8ª       | 1989-1990 | Corrado         | 25 settembre 1989 | 30 giugno 1990    | 2480    | Cinzia Petrini           | Vittorio Marsiglia             | Canale 5        | Stefano Vicario            | Studio 1 del Centro Safa Palatino, Roma                                         |
| 9ª       | 1990-1991 | Claudio Lippi   | 1º ottobre 1990   | 29 giugno 1991    | 2480    | Cinzia Petrini           | Vittorio Marsiglia             | Canale 5        | Elisabetta Nobiloni Laloni | Studio 2 del Centro Safa Palatino, Roma                                         |
| 9ª       | 1990-1991 | Claudio Lippi   | 1º ottobre 1990   | 29 giugno 1991    | 2480    | Cristina Fantini         | Vittorio Marsiglia             | Canale 5        | Elisabetta Nobiloni Laloni | Studio 2 del Centro Safa Palatino, Roma                                         |
| 10ª      | 1991-1992 | Claudio Lippi   | 9 settembre 1991  | 12 settembre 1992 | 2480    | Luana Ravegnini          | Gianfranco Phino (Estate 1992) | Canale 5        | Elisabetta Nobiloni Laloni | Studio C.C.C. (Clodio Compagnia Cinematografica) di Via Augusto Riboty 18, Roma |
| 11ª      | 1993      | Davide Mengacci | 1º marzo 1993     | 26 giugno 1993    | 101     | Luana Ravegnini          | Vittorio Marsiglia             | Rete 4          | Elisabetta Nobiloni Laloni | Teatro 3 di Cinecittà, Roma                                                     |
| 12ª      | 2021      | Flavio Insinna  | 28 giugno 2021    | 10 settembre 2021 | 53      | Ginevra Francesca Pisani | Non presente                   | Rai 1           | Valerio Fagioli            | Teatro delle Vittorie, Roma                                                     |

## Speciali e Spin-off

### L'album de Il pranzo è servito
Il 30 dicembre 1983 alle 20:30 andò in onda una puntata speciale del programma dal titolo L'album de Il pranzo è servito, con Corrado che rivisse assieme ai volti noti di Canale 5 i momenti più belli del programma fino ad allora trascorsi.

### La merenda è servita

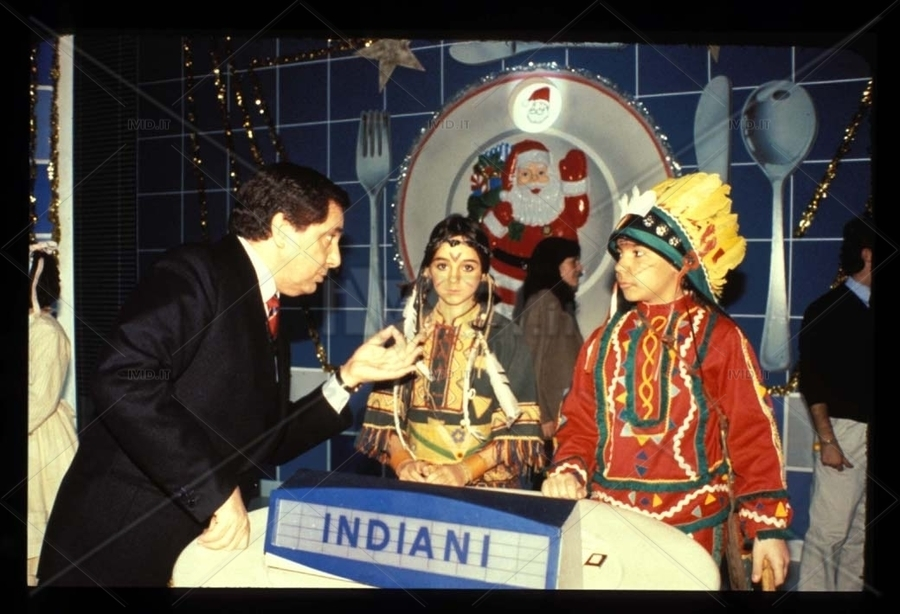
Corrado nel pre-puntata de La merenda è servita, edizione 1986

Nel pomeriggio del 25 dicembre degli anni compresi tra il 1984 e il 1988, andò in onda su Canale 5 La merenda è servita, una speciale versione natalizia interamente dedicata ai bambini, in cui partecipavano due squadre ognuna composta da un bambino e una bambina che rappresentavano due categorie antitetiche tra loro (ad esempio indiani e cow-boy). Le portate vennero adattate con riferimento ai dolci natalizi, e il premio finale consisteva in giocattoli.

### 1500 ma non li dimostra
Il 12 novembre 1988 (in piena settima stagione, 1988-1989) andò in onda la puntata n. 1500. Per l'occasione, venne realizzato anche uno speciale in prima serata dal Teatro Olimpico di Roma dal titolo 1500 ma non li dimostra, in cui due squadre di tre concorrenti VIP (una femminile composta da Sandra Mondaini, Enrica Bonaccorti e Rita dalla Chiesa ed una maschile composta da Raimondo Vianello, Marco Columbro e Dan Peterson), assieme a tutti gli altri volti noti di Canale 5 di quel periodo, si contesero delle portate speciali da 5 000 000 di lire ciascuna, sotto lo sguardo di un altrettanto speciale giudice di gara: Mike Bongiorno. In platea erano presenti anche tutti i dirigenti Fininvest, Silvio Berlusconi in testa. Il montepremi finale venne interamente devoluto in beneficenza.

### La cena è servita
Nella stagione 1992-1993 la trasmissione venne ripensata per la fascia del preserale. Nacque così La cena è servita, e andò in onda dal 14 settembre su Rete 4 alle ore 18:10 dal Teatro 3 di Cinecittà, e si avvalse di una scenografia più elegante rispetto al vecchio Pranzo, una villa con grandi vetrate che ricorda le grandi ville della campagna toscana. Vennero inoltre rivisti il regolamento, il montepremi in palio (decisamente più alto rispetto al pranzo), e le portate di gioco, adattate in questo caso alle esigenze di una cena raffinata (consommé, aragosta, arrosto, formaggio e dessert). La ruota diventò più grande ed assunse le sembianze di un piatto elegante, con un sottopiatto argentato circondato da foglie di alloro. Davide Mengacci venne chiamato alla conduzione, affiancato ancora una volta da Luana Ravegnini e Vittorio Marsiglia. La trasmissione non ottenne però il successo sperato; la concorrenza dei game-show di Canale 5 Ok, il prezzo è giusto! e La ruota della fortuna risultò essere, infatti, troppo forte. Vennero apportati numerosi cambiamenti nell'orario di messa in onda, passando dalle ore 18:10 alle ore 18:00, per poi arrivare alle ore 19:30, senza però riuscire ad invertire la tendenza. Si decise pertanto di chiudere la trasmissione sabato 27 febbraio 1993.
| Edizione | Anno      | Conduzione      | Periodo           | Periodo          | Puntate | Cast            | Cast               | Rete televisiva | Regia                      | Studio                      |
| Edizione | Anno      | Conduzione      | Inizio            | Fine             | Puntate | Valletta        | Maggiordomo        | Rete televisiva | Regia                      | Studio                      |
| -------- | --------- | --------------- | ----------------- | ---------------- | ------- | --------------- | ------------------ | --------------- | -------------------------- | --------------------------- |
| 1ª       | 1992-1993 | Davide Mengacci | 14 settembre 1992 | 27 febbraio 1993 | 144     | Luana Ravegnini | Vittorio Marsiglia | Rete 4          | Elisabetta Nobiloni Laloni | Teatro 3 di Cinecittà, Roma |

## Regole del gioco
Ogni puntata era composta di due parti. La prima era composta da sei prove, domande da fermo oppure prove pratiche, mentre la seconda era composta da tre domande finali.
Le domande da fermo (dette così perché il concorrente non doveva spostarsi dalla propria postazione per rispondere, a differenza delle prove pratiche descritte di seguito), consistevano in indovinelli, domande di cultura generale, prove di memoria visiva, giochi di parole, stime di prezzi o di pesi e simili. Le modalità di risposta erano differenti a seconda della domanda: in alcune serviva la prenotazione da parte dei concorrenti mediante l'apposito pulsante, in altre la risposta andava scritta su una lavagnetta e confrontata con quella dell'avversario. Ogni risposta esatta dava la possibilità al concorrente di girare per una volta la ruota. Le domande erano inizialmente cinque; a partire dall'edizione 1991-1992 vennero però ridotte a due per lasciare più spazio alle prove pratiche.
Le prove pratiche consistevano in prove astruse e divertenti (come scrivere di schiena su una lavagna o correre con degli impedimenti ai piedi), che in alcuni casi prevedevano il coinvolgimento a vario titolo del pubblico in studio. Le prove variavano di puntata in puntata, e prevedevano una buona dose di autoironia sia da parte dei concorrenti che del pubblico. Durante la prima edizione l'unica prova pratica presente permetteva di compiere due giri di ruota al concorrente vincitore ed uno a quello sconfitto; a partire dalla seconda edizione la prova pratica valeva esattamente come le altre domande; infine dall'edizione 1991-1992 le prove pratiche salivano da una a quattro.
Le domande finali restavano tre lungo tutte le edizioni del gioco, anche se variava il meccanismo alla base. Fino all'edizione 1984-1985, il concorrente sceglieva due argomenti fra quelli enunciati da Corrado: per il primo argomento veniva effettuata una sola domanda che, in caso di risposta esatta, permetteva di girare immediatamente la ruota per una volta; per il secondo venivano effettuate due domande che, in caso di risposta esatta, permettevano di girare la ruota per due volte. Tuttavia, in caso anche solo di una risposta errata, il concorrente perdeva la possibilità di effettuare entrambi i giri. La precedenza era data al concorrente in svantaggio.
Dall'edizione 1985-1986 venne cambiata la procedura e la precedenza era data al concorrente in vantaggio, mentre le domande erano scelte a caso dai concorrenti. In caso di tre risposte esatte su tre, il concorrente aveva diritto a girare la ruota per tre volte. In caso di una o due risposte esatte, al concorrente veniva data la possibilità di sostituire le domande a cui aveva dato una risposta sbagliata. In caso però di una nuova risposta sbagliata, il concorrente perdeva definitivamente la possibilità di effettuare tutti e tre i giri.
Solo per l'edizione 1989-1990, le domande venivano differenziate per colore e difficoltà: le domande di colore verde erano a difficoltà bassa e permettevano una scelta fra tre alternative, quelle di colore azzurro erano invece a difficoltà media e permettevano una scelta fra due alternative, e infine le domande di colore rosa erano a difficoltà alta e richiedevano una risposta secca. Ogni concorrente doveva scegliere una domanda per colore e, in caso di errore, poteva sostituire la domanda sbagliata solo con una domanda dello stesso colore. Questa regola però veniva soppressa a partire dall'edizione successiva, ma le domande restavano tuttavia differenziate per colore.
Nell'edizione 2021, il concorrente deve scegliere in modo casuale tre domande conservate in regime di massima segretezza (25 piatti colorati di azzurro, rosa, arancione, giallo e rosso raffiguranti le cinque portate) tra un insieme di molte domande presenti fisicamente su un supporto scenografico e presentate in modo che non siano leggibili, poi, per ogni risposta esatta il giocatore avrà diritto ad un giro di ruota. In caso di risposta errata a una sola domanda, il concorrente può tentare di rispondere ad un’altra domanda a scelta, dove in caso di risposta esatta potrà effettuare i tre giri di ruota, mentre in caso di errore perderà il diritto ai due giri di ruota conquistati precedentemente.

### Montepremi
Ad ogni portata era associato un "valore calorico" utile ai fini del gioco ed un valore monetario, che andava ad integrare il montepremi destinato a chi completava il "Pranzo". Di seguito, sono riportati i valori delle singole portate per le prime dieci edizioni.
| Portata   | Calorie | Dal 1982 al 1985 | Dal 1985 al 1988 | Dal 1988 al 1992 | 2021     |
| --------- | ------- | ---------------- | ---------------- | ---------------- | -------- |
| Primo     | 500     | 150.000 lire     | 200.000 lire     | 300.000 lire     | 300 euro |
| Secondo   | 400     | 300.000 lire     | 300.000 lire     | 400.000 lire     | 400 euro |
| Formaggio | 200     | 100.000 lire     | 150.000 lire     | 250.000 lire     | 250 euro |
| Dolce     | 600     | 200.000 lire     | 250.000 lire     | 350.000 lire     | 350 euro |
| Frutta    | 100     | 50.000 lire      | 100.000 lire     | 200.000 lire     | 200 euro |

Fino all'edizione 1989-1990, nel caso in cui un concorrente guadagnasse la stessa portata due o più volte (cosiddetta "portata doppia"), il doppione non veniva calcolato. A partire dalla nona edizione (1990-1991), ogni portata doppia valeva 100.000 lire e andava a sommarsi alle altre portate conquistate. Il montepremi di base partiva da 1.000.000 di lire (500.000 nelle prime tre stagioni) e aumentava di 500.000 lire per ogni puntata in cui il "Pranzo" non veniva realizzato. A questo valore, come detto, si andavano ad aggiungere i valori di tutte le portate conquistate dal concorrente fino a quando non completava il "Pranzo". Con il passaggio all'edizione serale (La cena è servita), il montepremi di base saliva da uno a 2.000.000 di lire, mentre restava invariato l'aumento di 500.000 lire a puntata. Cambiavano anche le portate e i corrispettivi valori calorici e monetari, di seguito riportati.
Nell'edizione 2021, le portate doppie non vengono calcolate e il montepremi base del "Pranzo" è di 1.000 euro, a cui si aggiungono 500 euro di puntata in puntata, qualora nessun concorrente riuscisse a completarlo.
| Portata          | Calorie | Valore       |
| ---------------- | ------- | ------------ |
| Consommé/Ravioli | 100     | 200.000 lire |
| Aragosta         | 600     | 400.000 lire |
| Arrosto          | 400     | 300.000 lire |
| Formaggio        | 200     | 250.000 lire |
| Dessert          | 500     | 350.000 lire |

In aggiunta alle modifiche citate, veniva poi istituito un superpremio di 1 000 000 di lire per chi vinceva il maggior numero di puntate nell'arco della settimana. In caso di parità fra i due concorrenti (ovvero, tre puntate vinte a testa), il superpremio era diviso a metà.

### Il vincitore
Al termine delle tre domande finali, vinceva chi era riuscito a completare il Pranzo o, se questo non era stato realizzato, chi aveva guadagnato il maggior numero di portate. In caso di uguale numero di portate guadagnate, si sommavano le calorie delle singole portate: vinceva chi ne totalizzava di meno. In caso di ulteriore parità vinceva il concorrente che pesava di meno fisicamente. Se eccezionalmente i concorrenti si pareggiavano anche nel peso corporeo si procedeva con una "superdomanda": chi dava la risposta esatta vinceva. La prima volta che questo accadde, tuttavia, entrambi i concorrenti in gioco vennero ammessi alla puntata successiva. Fino al 1992 il vincitore di ogni puntata restava in carica come campione finché non veniva battuto. A partire dall'edizione serale de La cena è servita, i concorrenti restavano in gioco per un'intera settimana e veniva proclamato vincitore chi, al termine delle sei puntate settimanali, aveva guadagnato più soldi. Il vincitore restava quindi in carica anche per la settimana successiva.
A partire dal 2021, il vincitore di puntata rimane campione in carica per un massimo di cinque puntate, inoltre, in caso di parità a livello di calorie, vincerà il concorrente che avrà risposto esattamente ad una domanda di spareggio tramite prenotazione al pulsante.

## Citazioni e omaggi
- Il programma di Canale 5 è stato citato nella versione lunga del film Grandi magazzini del 1986, nella scena in cui Fausto Valsecchi, interpretato da Renato Pozzetto, consegna a domicilio un televisore ad una cliente, interpretata da Antonella Steni, come Pronto, chi gioca?, Quelli della notte e Drive In.
- Il programma venne parodiato durante l'edizione 1992-1993 di Paperissima, con Ezio Greggio che vestiva i panni di Davide Mengacci. La celebre battuta di Greggio era "Acci, acci, sono Davide Mengacci".
- Il programma venne parodiato durante la dodicesima edizione del programma di Canale 5 Scherzi a parte con la conduzione di Luca e Paolo.
- Claudio Lippi omaggiò nuovamente il quiz nella prima puntata del varietà di Rai 1 Dieci cose nel 2016 con una scenografia che ricalcava quella originale. Flavio Insinna e Federico Russo contro Alessandro Cattelan e Gianluigi Buffon giocavano come concorrenti.
- A gennaio 2021 il presentatore Fabio Fazio si era dichiarato interessato e disponibile a condurre il reboot della trasmissione, in seguito affidato a Flavio Insinna.

## Merchandising
Nel 1983 la Editrice Giochi produsse il gioco da tavolo ispirato al programma. Quest'ultimo è stato ricommercializzato nel 2021, con una nuova edizione, a seguito del ritorno della messa in onda del quiz nello stesso anno, prodotto da Clementoni.

## Esportazione del format
Il format, interamente creato in Italia, è stato esportato in Spagna, dove è stato trasmesso su Telecinco, canale spagnolo del gruppo Fininvest, dal 1990 al 1993 con il titolo Entre platos anda el juego.

## Curiosità e aneddoti nella trasmissione
Per più di 10 edizioni trasmesse su Canale 5 dal 1982 al 1992 tranne La cena è servita e il ritorno del classico Pranzo è servito dell'edizione 1992-1993, per il sonoro del timer a tempo scaduto che significava la fine delle prove pratiche veniva utilizzato il sonoro di un allarme ma nella modalità accelerata, ovvero lo stesso allarme utilizzato nelle pellicole film cult anni '70 e '80 di Paolo Villaggio, mentre durante la seconda fase quello delle "Domande finali" il sonoro del timer era il suono del campanello in modalità "Dlin Dlon". Lo stesso campanello veniva utilizzato durante la prima stagione della sit-com Casa Vianello.
Una ripresa del meccanismo della ruota mentre girava si è vista nella puntata andata in onda il 28 febbraio 1983. In tale occasione Corrado, in risposta a quanti avevano sollevato dubbi sulla casualità, ha voluto mostrare che a girare la ruota era un circuito elettrico e meccanico appositamente predisposto per lo scopo, senza nessun intervento umano.
Nella puntata andata in onda il 6 aprile 1993, condotta da Davide Mengacci, partecipò come concorrente l'allora ventenne Matteo Salvini, futuro politico leader della Lega, all'epoca studente.